# Pseudolarix
Pseudolarix é um género de coníferas pertencentes à família Pinaceae, ordem Pinales.
Este género contém apenas uma espécie: Pseudolarix amabilis